# Tunnelkerk
De Tunnelkerk in Geldermalsen was een kerkgebouw dat zijn naam dankte aan de ligging aan de Tunnelweg in Geldermalsen. De kerk werd in 1969 geopend ter vervanging van het godshuis van de gereformeerde gemeente aan de Kerkstraat te Tricht dat te klein was geworden. De naam van de kerkelijke gemeente werd vanwege de verhuizing naar Geldermalsen gewijzigd in Gereformeerde Gemeente Tricht-Geldermalsen.
Na een gebruiksperiode van ongeveer dertig jaar bleek het kerkgebouw opnieuw te klein. Een nieuw gebedshuis werd onder de naam Bethelkerk op 6 februari 2003 officieel geopend aan de Laan van Leeuwenstein te Geldermalsen.
De kerk gaf tevens plaats aan een van de groepen 8 van de naastgelegen Rehobothschool. Na het gereedkomen van een nieuwbouwlocatie van deze school (zomervakantie 2003), was de kerk ook niet meer in gebruik als school en stond het gebouw helemaal leeg. In januari 2016 is het gebouw gesloopt.